# Peschetius parvus
Peschetius parvus är en skalbaggsart som beskrevs av Omer-cooper 1970. Peschetius parvus ingår i släktet Peschetius och familjen dykare. Inga underarter finns listade i Catalogue of Life.